# Myrmecoptinus wallacei
Myrmecoptinus wallacei is een keversoort uit de familie klopkevers (Ptinidae). De wetenschappelijke naam van de soort werd in 1991 gepubliceerd door Xavier Bellés.